# فهرست شرکت‌های لسوتو
لسوتو کشوری محصور در خشکی در جنوب آفریقا است که به‌طور کامل توسط آفریقای جنوبی احاطه شده‌است (کشور محصور). نام پیشین آن باسوتولند بود. لسوتو در ۴ اکتبر ۱۹۶۶ از بریتانیا اعلام استقلال کرد.
لسوتو عضو سازمان ملل متحد، کشورهای مشترک‌المنافع و جامعه توسعه جنوب آفریقا است.
واژهٔ «لسوتو» به‌طور تقریبی به‌معنای «سرزمین مردمی که سوتو صحبت می‌کنند» است.
حدود ۴۰٪ از جمعیت این کشور زیر خط فقر جهانی یعنی کمتر از ۱٫۲۵ دلار آمریکا در روز زندگی می‌کنند.

موقعیت لسوتو در آفریقا

## شرکت‌های برجسته
این فهرست شامل شرکت‌های مهمی است که دفتر مرکزی آن‌ها در لسوتو واقع شده است. طبقه‌بندی صنایع و بخش‌ها بر پایهٔ رده‌بندی معیار صنعت (ICB) انجام شده‌است. شرکت‌هایی که فعالیت خود را متوقف کرده‌اند نیز ذکر شده‌اند.
| نام شرکت          | صنعت            | بخش                 | دفتر مرکزی | سال تأسیس | توضیحات                              | وضعیت   |
| ----------------- | --------------- | ------------------- | ---------- | --------- | ------------------------------------ | ------- |
| بسوتولند اینک     | کالاهای مصرفی   | پوشاک و لوازم جانبی | ماسرو      | ۲۰۰۶      | پوشاک ورزشی                          | فعال    |
| بانک مرکزی لسوتو  | خدمات مالی      | بانک‌ها              | ماسرو      | ۱۹۷۸      | بانک مرکزی                           | دولتی   |
| لسوتو ایرویز      | خدمات مصرف‌کننده | خطوط هوایی          | ماسرو      | ۱۹۷۹      | شرکت هواپیمایی، فعالیت متوقف در ۱۹۹۷ | منحل‌شده |
| مالوتی اسکای      | خدمات مصرف‌کننده | خطوط هوایی          | ماسرو      | ۲۰۰۹      | شرکت هواپیمایی، فعالیت متوقف در ۲۰۱۷ | منحل‌شده |
| اکونت تلکام لسوتو | مخابرات         | خطوط تلفن ثابت      | ماسرو      | ۲۰۰۸      | شرکت مخابراتی                        | فعال    |

## نگارخانه

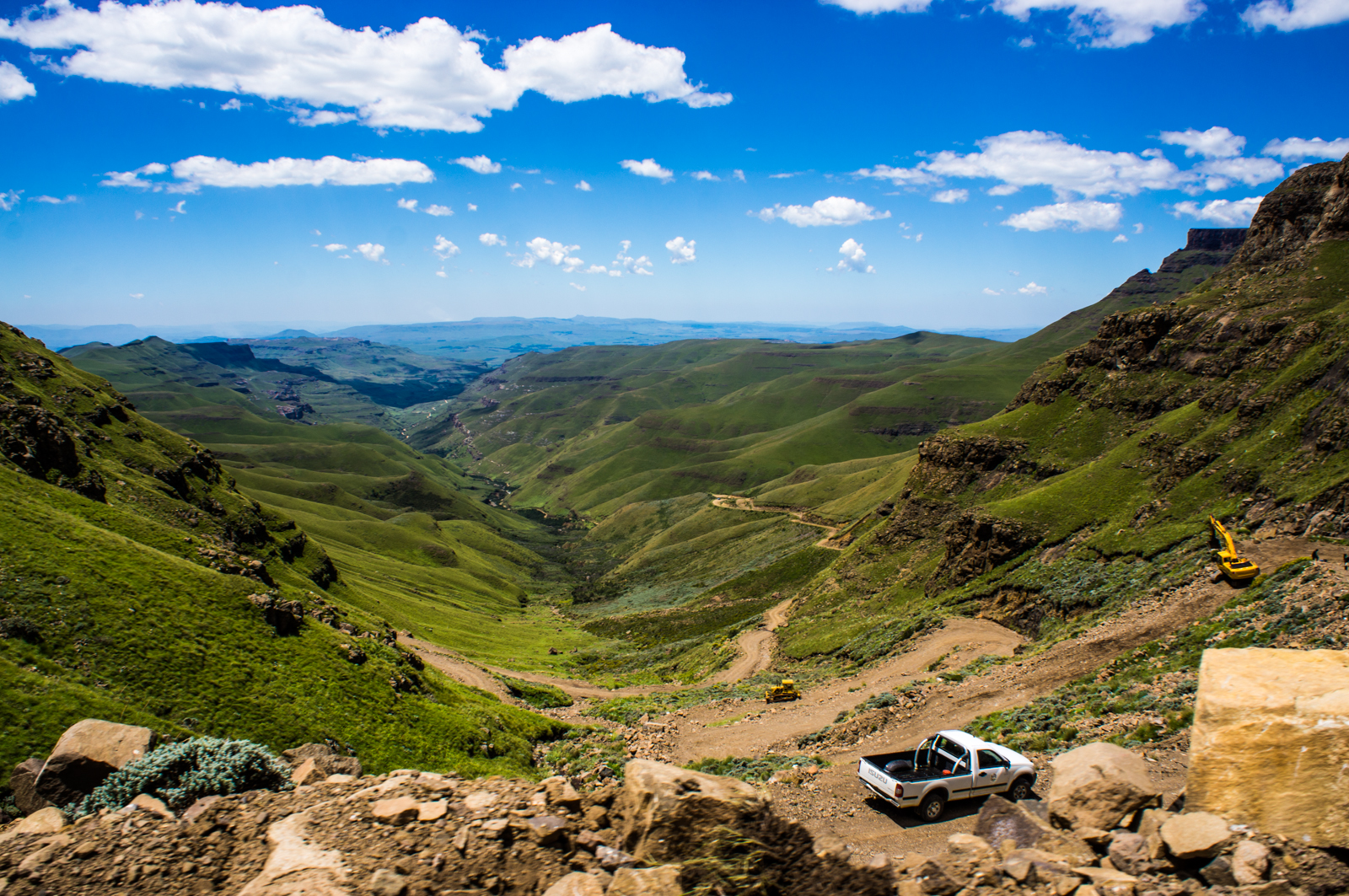
گردنهٔ سانی، یکی از جاذبه‌های گردشگری لسوتو
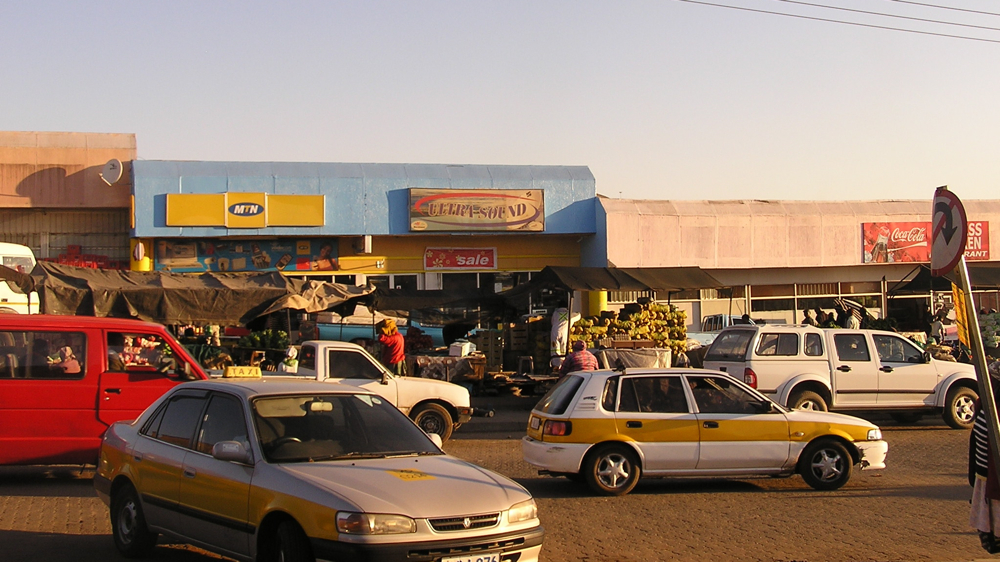
بازار روباز در مرکز ماپوتسوئه
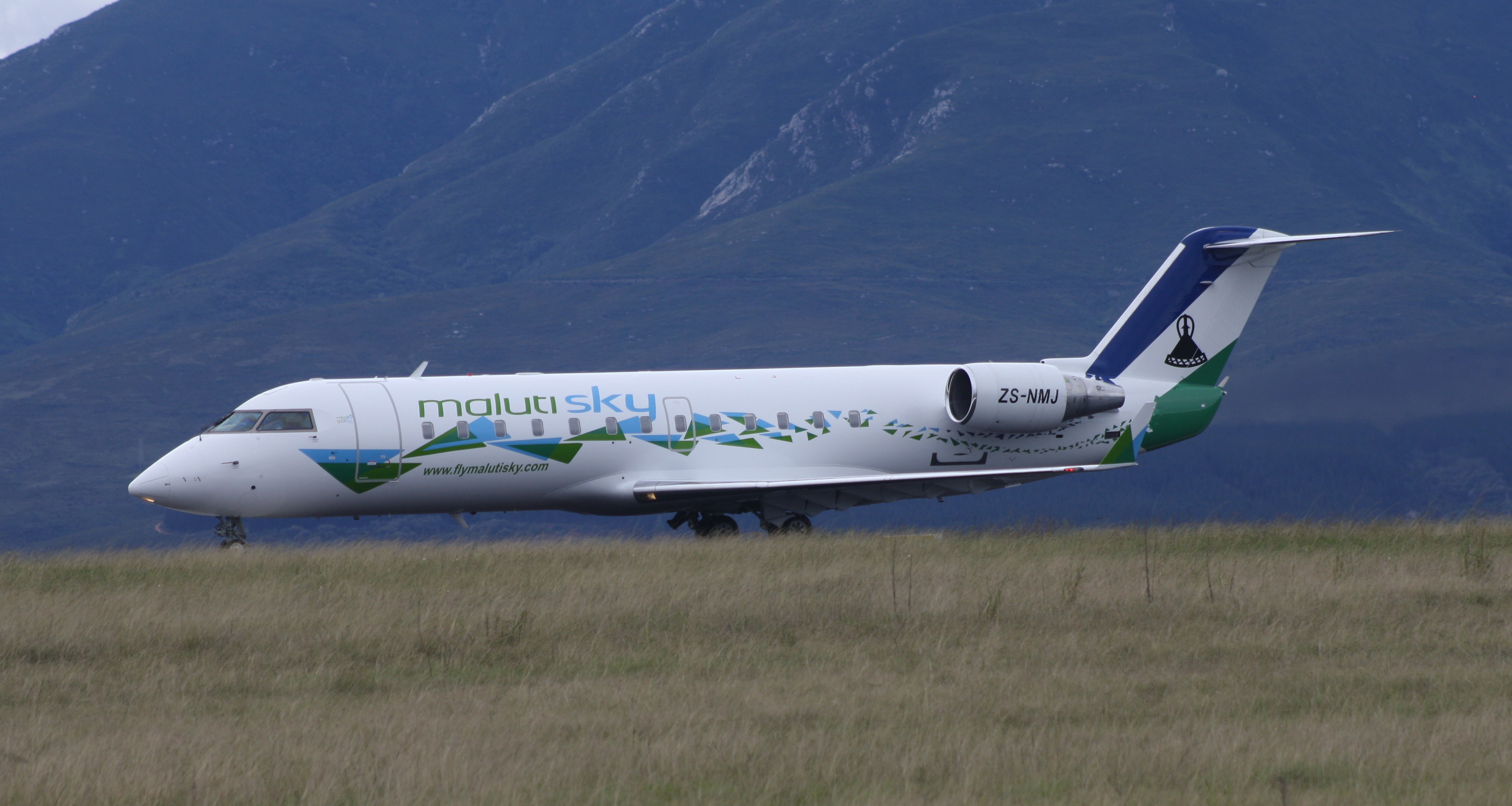
هواپیمای مالوتی اسکای مدل بمباردیه سی‌آرجی ۱۰۰/۲۰۰ در فرودگاه جرج